# Emerson, Lake & Powell
Emerson, Lake & Powell, skr. ELPowell/ELP2 – angielski rockowy zespół muzyczny stanowiący wariację oryginalnego ELP (Emerson, Lake and Palmer). W 1986 roku formacja wydała swój jedyny oficjalny album studyjny.

## Historia
Keith Emerson i Greg Lake chcieli w 1985 roku wrócić do oryginalnego składu ELP. Perkusista Carl Palmer był jednak związany kontraktem z zespołem Asia i miał nagrać z supergrupą album. Mimo że Palmer obiecał im, że będzie gotowy do powrotu w ciągu 4 tygodni, duet zaprosił wówczas do składu Cozy’ego Powella, przyjaciela Emersona.
Zespół podkreślał zawsze, że było czystym przypadkiem to, że jego nazwisko również zaczynało się na literę P, co pozwoliło na zachowanie oryginalnej nazwy zespołu. Muzycy żartowali jednak, że zanim dołączył do nich Powell, szukali jakiegoś „Gene’a Prupy”, „Phila Pollinsa” czy „Ringo Parra”. Wkrótce po rozpoczęciu nagrań, studio znajdujące się w stodole Emersona zostało zniszczone przez traktor, nad którym kierowca stracił panowanie. Muzycy byli zmuszeni do ponownego nagrania niektórych utworów, a także żartowali, że „Może powinniśmy nazwać zespół «Emerson, Lake & Plow»!” (ang. plow=pług)
Na początku prób na farmie Emersona Powell używał do grania gałęzi z pobliskiego sadu, ponieważ przyszedł na próby bez własnych pałek.
Album zatytułowany Emerson, Lake & Powell stanowił powrót do stylu znanego z pierwszego składu ELP, z długimi progresywnymi suitami, łagodnymi balladami oraz klasycznym utworem „Mars, the Bringer of War” autorstwa Gustava Holsta. W jednym z utworów, „The Score”, pojawił się nawet fragment tekstu pochodzący z utworu oryginalnego ELP – „Karn Evil 9: First Impression” z albumu Brain Salad Surgery – Welcome back, my friends, to the show that never ends. Na koncertach zespół wykonywał także klasyczne utwory z repertuarów ELP oraz The Nice.
Pierwsza trasa koncertowa zakończyła się kłótnią, która doprowadziła do zwolnienia managera, a muzycy rozeszli się bez nagrania drugiego albumu. Emerson przyłączył się do Palmera i wraz z Robertem Berrym założyli w 1988 zespół o nazwie 3. W 1992 roku doszło do powrotu do oryginalnego składu ELP – muzycy wydali album Black Moon, stylistycznie nieznacznie podobny do albumu nagranego przez skład Emerson, Lake & Powell.
Część materiału z prób studyjnych i nagrań koncertowych pojawiła się w latach 90. na bootlegach. W 2003 roku został on zremasterowany i oficjalnie wydany na dwóch płytach CD.

## Członkowie
- Keith Emerson – instrumenty klawiszowe
- Greg Lake – gitara basowa, gitara, śpiew, produkcja
- Cozy Powell – perkusja, instrumenty perkusyjne

## Dyskografia
- 1986: Emerson, Lake & Powell
- 2003: The Sprocket Sessions
- 2003: Live in Concert (koncert w Lakeland, listopad 1986)

### Piosenki
1. „The Score”
2. „Learning to Fly”
3. „The Miracle”
4. „Touch and Go”
5. „Love Blind”
6. „Step Aside”
7. „Lay Down Your Guns”
8. „Mars, The Bringer of War”
9. „The Loco-Motion”
10. „Vacant Possession”